# Kiss Éva (kézilabdázó, 1987)
Kiss Éva (Debrecen, 1987. július 10. –) Európa-bajnoki bronzérmes, magyar válogatott kézilabdázó, kapus.

## Pályafutása

### Klubcsapatokban
Pályafutását a Nádudvari SE-ben kezdte el 11 éves korában. Szerepelt a DVSC, a Veszprém, a Siófok és az Alba Fehérvár csapataiban is, majd 2015 nyarán lett a Győri Audi ETO kézilabdázója. A Rába-parti csapattal négy alkalommal lett magyar bajnok, három alkalommal ünnepelhetett Magyar Kupa-győzelmet, csakúgy, ahogy a bajnokok Ligáját is háromszor nyerte meg csapatával. Minden tétmérkőzést figyelembe véve 208 alkalommal lépett pályára a győri együttesben. 2018. május 13-án az Bajnokok Ligája döntőjében a Vardar ellen, 27–26-os győri vezetésnél, a macedón csapat gyors indítását követően a hosszabbítás vége előtt 6 másodperccel védte a ziccerbe került Andrea Čanađija lövését. A róla visszapattanó labda a győriekhez került, védése így a Győr BL-címét jelentette. Pályafutását a 2019-2020-as szezont követően fejezte be, majd az ETO utánpótlásában kapott edzői feladatokat.

### A válogatottban
A magyar válogatottban 96 alkalommal lépett pályára, a 2012-es Európa-bajnokságon bronzérmet nyert a nemzeti csapattal.

## Sikerei, díjai

### Klub
- Bajnokság:
  - győztes: 2016, 2017, 2018, 2019
  - ezüstérmes: 2010, 2011
  - bronzérmes: 2009
- Magyar kupa:
  - győztes: 2016, 2018, 2019
  - ezüstérmes: 2009, 2011
- EHF-bajnokok ligája:
  - győztes: 2017, 2018, 2019
  - ezüstérmes: 2016
- EHF-kupa:
  - elődöntős: 2006